# Helen Robertson
Helen Robertson es una deportista neozelandesa que compitió en judo. Ganó dos medallas de bronce en el Campeonato de Oceanía de Judo en los años 2002 y 2004.

## Palmarés internacional
| Campeonato de Oceanía | Campeonato de Oceanía      | Campeonato de Oceanía | Campeonato de Oceanía |
| Año                   | Lugar                      | Medalla               | Categoría             |
| --------------------- | -------------------------- | --------------------- | --------------------- |
| 2002                  | Wellington (Nueva Zelanda) | Medalla de bronce     | –48 kg                |
| 2004                  | Numea (Francia)            | Medalla de bronce     | –48 kg                |